# لوئیستون (یوتا)
لوئیستون (به انگلیسی: Lewiston) شهری در ایالت یوتا کشور ایالات متحده آمریکا است که جمعیت آن در سرشماری سال ۲۰۱۰ میلادی، ۱٬۷۶۶ نفر بوده‌است.